# Taimi o Tonga
Times of Tonga, также известная как Taimi o Tonga — газета, публикуется Taimi Media Network Ltd из Нукуалофа, Тонга. «Times» — это онлайн-версия «Тайми о Тонга», которая начала выходить в апреле 1989 года. «Таими» издается два раза в неделю, а «Таймс» обновляется ежедневно. Владелец и издатель газеты — Калафи Моала, гражданин Тонги и США, который в начале 1990-х годов с помощью своего коллеги-редактора Фака’оси Маама создал один из самых популярных и вызывающих споры полинезийских печатных изданий в Тонге и Новой Зеландии. Редактор «Таймс» Сион А. Мокофиси служил в качестве американского корреспондента «Tongan Chronicle» после приватизации правительством Тонги и продажи ее компании Taimi Media Network, Ltd.
Редактор «Times of Tonga» Сион А. Мокофиси также является писателем из Тонги, который является докторантом и доктором делового администрирования (DBA) в Университете Финикса (Аризона). Он получил степень магистра делового администрирования в том же университете, а также степень бакалавра гуманитарных наук в Университете Бригама Янга на Гавайях и степень АА в муниципальном колледже Меса (Аризона). Сион является выпускником средней школы Лиахона в Тонге. Труды редактора Сионы А. Мокофиси были опубликованы в различных публикациях американских и тонганских СМИ. Его докторская диссертация имеет название «Почему Тонга должна развивать устойчивую индустрию денежных переводов?»
«Таими о Тонга» часто становилась целью правительства Тонги. В 1996 году Моала и редактор Филокалафи Акау’ола были заключены в тюрьму на 30 дней за неуважение к парламенту после того, как сообщили о предложении в Законодательном собрании, которое подвергало критике министра правительства. Верховный суд объявил их тюремное заключение неконституционным, и позже им была присуждена компенсация в размере 26 000 долларов США.
В 2002 году редактор Матени Тапуэлуэлу был обвинен в подстрекательстве к мятежу и подделке документов в связи с публикацией письма, в котором утверждалось, что король Тауфа’ахау Тупоу IV имел тайное состояние.
В 2003 году газета была запрещена правительством Тонги за кампанию по свержению конституции. Запрет был объявлен неконституционным Верховным судом, но правительство неоднократно игнорировало постановление и возобновляло запрет. В конце концов запрет был снят в июне 2003 года. Провал запрета заставил правительство внести поправки в конституцию, чтобы ограничить судебный надзор за королевскими решениями.
В 2004 году газета была запрещена на основании нового закона об операторах СМИ, который запрещал публикации, принадлежащие иностранным владельцам. Позднее закон был отменен Верховным судом, и газете Times была выдана лицензия на СМИ.
В 2005 году наследный принц Тонги Сиаоси Тупоутоа заявил, что проблемы с законом возникли из-за личной вендетты тогдашнего министра полиции Клайва Эдвардса.